# 230736 Jalyhome
230736 Jalyhome è un asteroide della fascia principale. Scoperto nel 2003, presenta un'orbita caratterizzata da un semiasse maggiore pari a 2,9925535 UA e da un'eccentricità di 0,0785653, inclinata di 11,07435° rispetto all'eclittica.
L'asteroide è dedicato all'omonima scuola-orfanotrofio per lebbrosi della città indiana di Pondichey.